# Help Me, Rhonda
A Help Me, Rhonda a Beach Boys 1965-ben kiadott kislemeze, B-oldalán a „Kiss Me, Baby” című dallal. Az energikus szólóvokált Alan Jardine énekli, rajongók és kritikusok egybehangzó véleménye szerint élete legjobb vokálteljesítményét nyújtva. A számnak két változata létezik. Az első a The Beach Boys Today! nagylemezen kiadott „Help Me, Ronda”, amelynek hossza több, mint három perc (ez ritkaság volt a Beach Boys korai periódusában). E változat keverésekor Brian Wilson bizarr kísérletet végzett a keverőpult mögött ülve: a szám végén a hangerő időnként elhalkul, majd újra felerősödik.
A „Help Me, Rhonda” vokáljainak felvételekor a stúdióban felbukkant a zenekar egykori menedzsere, és a Wilson-testvérek apja, Murry Wilson, részegen. Több, mint fél órán át tartózkodott a stúdióban, gyalázta a zenekar tagjait, és különös tanácsokat adott az énekeseknek: „Help me, Rhonda – beng! – szinkopálva!” – kiáltozta, miközben a stúdiószemélyzet feszengve szemlélte az eseményeket. Miután Brian Wilson megkérte apját, hogy távozzon, Murry így válaszolt: „Brian, én is zseni vagyok!”
A kislemezen kiadott verziót néhány héttel később vették fel. Wilson új hangszerelést írt a dalhoz, megváltoztatott egy szót a szövegben, hozzáadott egy h betűt a címben szereplő Ronda nevéhez, az előző változatban hallható szájharmonika-szólót zongoraszólóra cserélte, és elvetette a hangerővel való kísérletezés ötletét.
A „Help Me, Ronda” kislemezen történő kiadását eredetileg nem tervezte a Capitol, ám miután a rádióadók elkezdték rendszeresen játszani, Wilson gyorsan felvette a h betűs változatot, amely végül a Beach Boys második amerikai listavezető kislemeze lett, és következő albumukra, a Summer Days (And Summer Nights!!)-ra is felkerült.

## Külső hivatkozások
- A „Help Me, Rhonda” élő előadása, 1965. október
- A „Help Me, Ronda” botrányos vokálsession-jének felvétele, Murry Wilson részeg közbekiabálásaival
- "Én is zseni vagyok!" – A „Help Me, Ronda” felvételei animációs verzió